# Os Vagabundos do Dharma
The Dharma Bums (Brasil: Os Vagabundos Iluminados / Portugal: Os Vagabundos do Dharma (2000) ou Os Vagabundos da verdade (1965)) é um romance de 1958 do escritor da Geração Beat Jack Kerouac. Os aspectos semi-ficcionais do romance são baseados em eventos que ocorreram anos após os eventos de Brasil: Pé na estrada / Portugal: Pela Estrada Fora. As personagens principais são o narrador Ray Smith, baseado em Kerouac, e Japhy Ryder, baseado no poeta e ensaísta Gary Snyder, que foi fundamental na iniciação de Kerouac no budismo em meados de 1950. O livro trata grandemente da dualidade na vida e nos ideais de Kerouac, examinando a relação que a vida ao ar livre, o montanhismo, as caminhadas e a escalada no Oeste têm na sua vida citadina em clubes de jazz, recitais de poesia e festas de bebedeira. A procura do protagonista por um contexto "budista" para as suas experiências (e para as das pessoas com que se cruza) é um tema recorrente ao longo de toda a história.

## Personagens chave
Kerouac baseada muitas vezes as suas personagens fictícias em amigos e familiares.
| Pessoa na vida real | Nome da personagem  | Importância |
| ------------------- | ------------------- | --- |
| Jack Kerouac        | Ray Smith           | |
| Gary Snyder         | Japhy Ryder         | Jack Kerouac tornou-se íntimo do poeta Gary Snyder (1930), admirando-o pelo seu forte espiritualismo, sentido de comunhão com a natureza e testemunho das tradições nativas do seu país, bem como pela sua erudição em literatura oriental.                                                                 |
| Allen Ginsberg      | Alvah Goldbook      | Allen Ginsberg (1926-1997) |
| Neal Cassady        | Cody Pomeray        | Kerouac manteve uma amizade de muitos anos com Neal Cassady, retratada na sua obra mais célebre On the Road e, posteriormente, em Visions of Cody (1971). O estilo de escrita das longas cartas de Cassady a Kerouac terá sido uma marcante influência no desenvolvimento da "prosa espontânea" de Kerouac. |
| Philip Whalen       | Warren Coughlin     | Philip Whalen (1926-2002) |
| Locke McCorkle      | Sean Monahan        | |
| John Montgomery     | Henry Morley        | |
| Philip Lamantia     | Francis DaPavia     | Philip Lamantia (1927-2005) |
| Michael McClure     | Ike O'Shay          | Michael McClure (1932) |
| Peter Orlovsky      | George              | |
| Kenneth Rexroth     | Rheinhold Cacoethes | Kenneth Rexroth (1905-1982) |
| Alan Watts          | Arthur Whane        | |
| Caroline Kerouac    | Nin                 | |
| Carolyn Cassady     | Evelyn              | |
| Claude Dalenberg    | Bud Diefendorf      | |
| Nathalie Jackson    | Rosie Buchanan      | Nathalie Jackson foi uma das amantes de Neal Cassady, sendo o seu desfecho trágico romantizado nesta obra. |